# Mathew Hudson
Mathew Anthony Hudson (sinh ngày 29 tháng 7 năm 1998) là một cầu thủ bóng đá người Anh thi đấu ở vị trí thủ môn cho đội bóng Championship Preston North End. Hudson có màn ra mắt chuyên nghiệp lúc 17 tuổi khi vào sân thay cho thủ môn đội tuyển Anh Jordan Pickford khi bị đuổi khỏi sân phút 30 trong chuyến làm khách trước Leeds United.

## Thống kê
Tính đến trận đấu diễn ra ngày 4 tháng 12 năm 2018
| Câu lạc bộ          | Mùa giải            | Giải quốc nội       | Giải quốc nội | Giải quốc nội | Cúp FA  | Cúp FA    | League Cup | League Cup | Khác    | Khác      | Tổng    | Tổng      |
| Câu lạc bộ          | Mùa giải            | Hạng đấu            | Số trận       | Bàn thắng     | Số trận | Bàn thắng | Số trận    | Bàn thắng  | Số trận | Bàn thắng | Số trận | Bàn thắng |
| ------------------- | ------------------- | ------------------- | ------------- | ------------- | ------- | --------- | ---------- | ---------- | ------- | --------- | ------- | --------- |
| Preston North End   | 2015-16             | Championship        | 1             | 0             | 0       | 0         | 0          | 0          | 0       | 0         | 1       | 0         |
| Preston North End   | 2016-17             | Championship        | 0             | 0             | 0       | 0         | 0          | 0          | 0       | 0         | 0       | 0         |
| Preston North End   | 2017-18             | Championship        | 0             | 0             | 0       | 0         | 0          | 0          | 0       | 0         | 0       | 0         |
| Preston North End   | 2018-19             | Championship        | 0             | 0             | 0       | 0         | 0          | 0          | 0       | 0         | 0       | 0         |
| Preston North End   | Tổng                | Tổng                | 1             | 0             | 0       | 0         | 0          | 0          | 0       | 0         | 1       | 0         |
| Bury (mượn)         | 2018-19             | Giải quốc nội Two   | 0             | 0             | 0       | 0         | 0          | 0          | 4       | 0         | 4       | 0         |
| Tổng cộng sự nghiệp | Tổng cộng sự nghiệp | Tổng cộng sự nghiệp | 1             | 0             | 0       | 0         | 0          | 0          | 4       | 0         | 5       | 0         |